# Arteria labial superior
La arteria labial superior es una arteria que se origina como rama facial de la arteria facial.

## Ramas
Presenta como ramas la arteria del subtabique y la arteria del ala de la nariz.

## Distribución
Se distribuye hacia la nariz y el labio superior.

## Imágenes

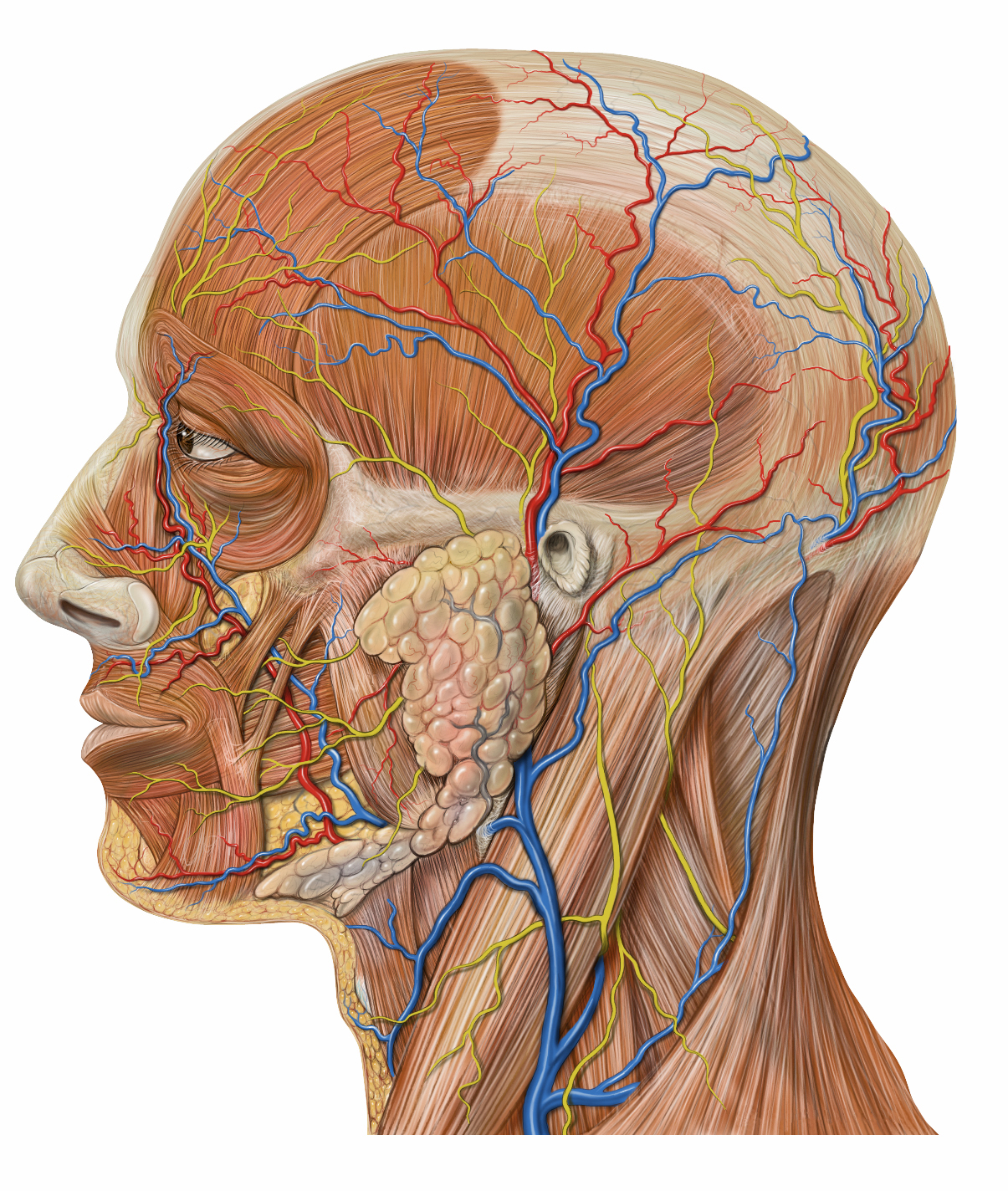
Cabeza lateral
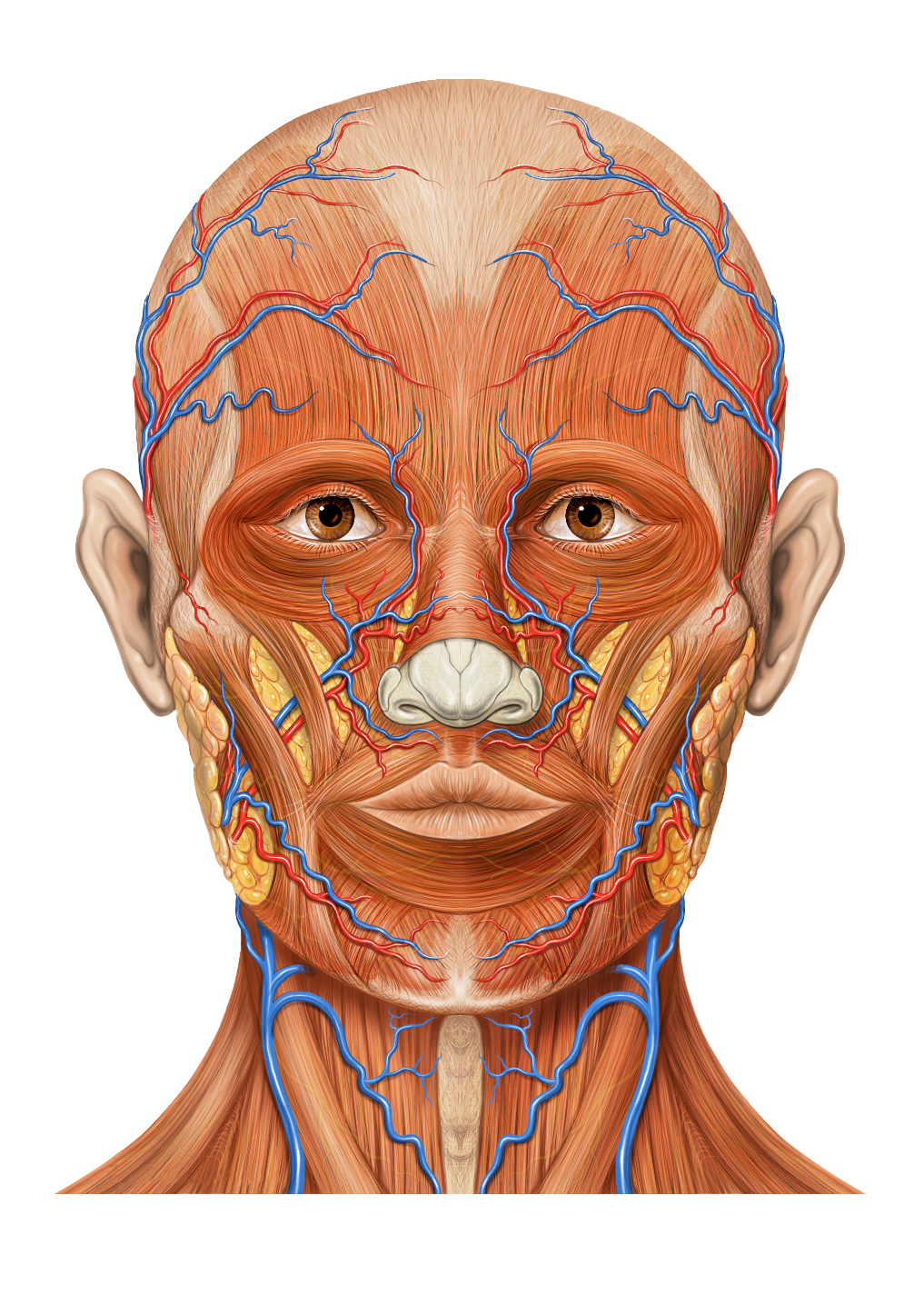
Vista de frente
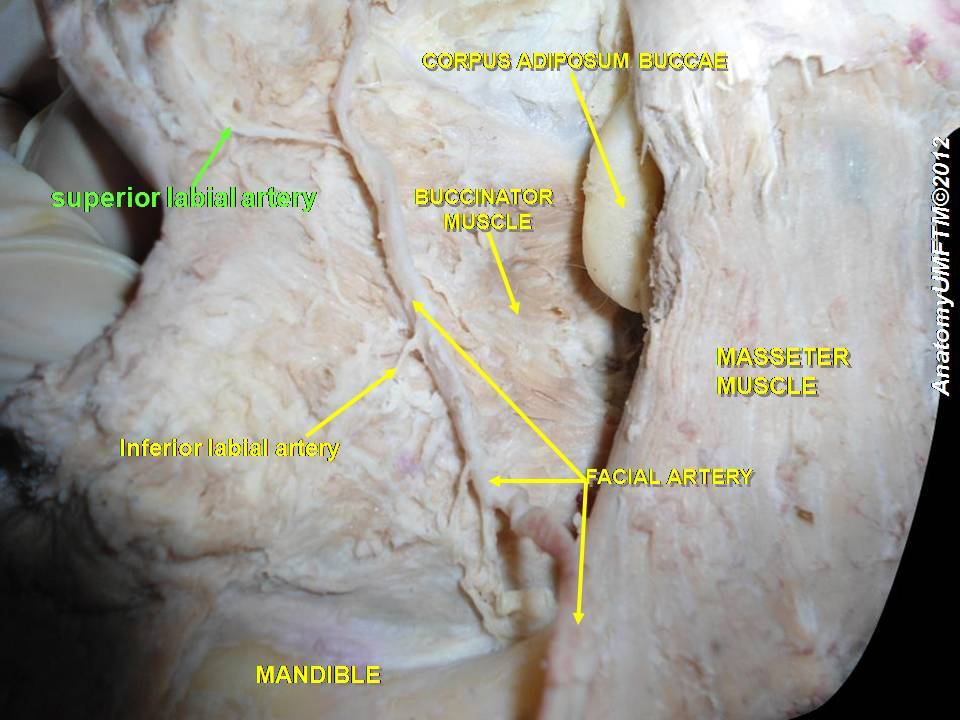
Arteria labial superior